# 中山信名
中山 信名（なかやま のぶな、1787年（天明7年）- 1836年12月17日（天保7年11月10日））は、江戸時代後期の国学者である。本姓は坂本、号は柳洲。通称は平四郎、後に甚四郎。

## 経歴・人物
常陸の久慈郡石名坂村（現在の茨城県日立市）にて医師だった坂本玄卜の子として生まれる。幼年の頃に『太平記』を暗誦していた事より「太平記童」と呼ばれ、また水戸藩士だった石川久徴から地理学を学んだ。1802年（享和2年）に江戸に入り、塙保己一の門人となり後に和学講談所で教鞭を執り、彼が編纂した『群書類従』の校訂に携わる。
1809年（文化6年）には江戸幕府の幕臣だった中山有林（平蔵）の養子となったことで、中山姓を名乗り書物御用出役を経て出役頭取に昇格した。また後に鹿島神宮および香取神宮の古文書の収集に携わり、主に郷土関係の資料等多くの著書も刊行した。なお中山は磊落な性格で酒好きだったとされている。

## 主な著作物

### 主著
- 『新編常陸国誌』- 江戸時代前期に編纂された『古今類聚常陸国誌』の補正および拡充のために執筆した常陸の史誌[5]。建置沿革や人物等61巻からなり[5]、執筆中に死去したが明治時代に栗田寛および色川三中に増補[3][5]、修訂に尽力し全144巻として集大成となった[3][5]。改訂版には原著になかった都邑・村落・文書からなる三部門や建置沿革や神社[5]、寺院、官職等多くの巻に増補されている[5]。現在でも常陸の歴史研究における第一の手引書として高い学問的価値を得ている[5]。
- 『常陸治乱記』
- 『常陸編年』

### その他の著書
- 『関城書考』
- 『氏族志料』
- 『南山考』
- 『守護地頭考』
- 『鹿島編年記』
- 『南巡逸史』